# آرفلویس، اندر
آرفلویس، اندر (به فرانسوی: Arpheuilles) یک کمون در فرانسه است که در اندر واقع شده‌است آرفلویس ۲۲٫۴۹ کیلومتر مربع مساحت و ۲۴۷ نفر جمعیت دارد و ۱۱۱ متر بالاتر از سطح دریا واقع شده‌است.